# William Peter Blatty
William Peter Blatty (Nueva York, 7 de enero de 1928-Bethesda, Maryland, 12 de enero de 2017) fue un escritor y director de cine estadounidense. Autor de la novela El exorcista y del posterior guion cinematográfico de la película del mismo nombre, ganador de un Óscar al mejor guion adaptado en 1973.

## Biografía y carrera profesional
Tenía cuatro hermanos, Edward, Maurice, Mike y Alyce. Estudió con los jesuitas, a quienes admiraba (esto se refleja en su novela El exorcista, donde los dos personajes principales son jesuitas). 
Blatty escribió los guiones de las siguientes películas:
- Solo contra el hampa (de Frank Tashlin, 1963)
- El nuevo caso del inspector Clouseau (de Blake Edwards, 1964), protagonizada por Peter Sellers.
- Un yanki en el harén (de J. Lee Thompson, 1965)
- Prométele cualquier cosa (de Arthur Hiller, 1965)
- ¿Qué hiciste en la guerra, papi? (de Blake Edwards, 1966)
- Gunn (de Blake Edwards, 1967)
- Ojos verdes, rubia y peligrosa (de Hy Averback, 1969)
- Darling Lili (de Blake Edwards, 1970)

Comenzó a escribir El exorcista en la década de 1950, tras leer sobre un caso real de posesión satánica que aquejó a un joven de 14 años de Maryland a principios de la década de 1940. Blatty quedó tan intrigado con el fenómeno paranormal que investigó todo lo relacionado sobre este. En esa época no se conocía mucho, científicamente hablando, acerca de la posesión satánica y del rito del exorcismo.
Su novela fue publicada finalmente en 1972 y se convirtió en el éxito de la década. 
Blatty fue también productor de la película del mismo nombre, de 1973, dirigida por William Friedkin, en la que participaron Ellen Burstyn, Linda Blair, Jason Miller, Max von Sydow y Lee J. Cobb, entre otros, recibiendo un Oscar por su obra.
Blatty escribió y dirigió The Ninth Configuration (1980) y El Exorcista III (1990), basada esta en su novela Legión.

## Muerte
Murió el 12 de enero de 2017 a la edad de 89 años en Bethesda, un suburbio de Washington D. C. Blatty había pasado en Washington los últimos años de su vida y falleció en un hospital cercano a su casa.

## Premios y distinciones
Premios Óscar
| Año  | Categoría            | Película     | Resultado |
| ---- | -------------------- | ------------ | --------- |
| 1974 | Mejor película       | El exorcista | Nominado  |
| 1974 | Mejor Guion Adaptado | El exorcista | Ganador   |

Globos de Oro
| Año  | Categoría   | Película     | Resultado |
| ---- | ----------- | ------------ | --------- |
| 1974 | Mejor Guion | El exorcista | Ganador   |